# Macrojoppa obtusa
Macrojoppa obtusa là một loài tò vò trong họ Ichneumonidae.